# Radhi Jaïdi
Radhi Ben Abdelmajid Jaïdi (en árabe: راضي بن عبد المجيد الجعايدي‎;Gabès, Túnez; 30 de agosto de 1975) es un exfutbolista y entrenador tunecino. Jugaba de defensa.
Fue internacional absoluto por la selección de fútbol de Túnez entre 1996 y 2009, donde disputó 105 encuentros y anotó 7 goles. Por Túnez, disputó la Copa Mundial de Fútbol de 2002 y 2006.
Como jugador, comenzó su carrera en el Espérance Sportive de Tunis. En 2004 fichó por el Bolton Wanderers inglés, también jugó por el Birmingham City y en el Southampton hasta su retiro en 2012. Jaïdi jugó tres temporadas de Premier League.
Tras su retiro, comenzó su carrera como entrenador en el equipo sub-23 del Southampton.

## Selección nacional

### Participaciones en Copas del Mundo
| Mundial                        | Sede                  | Resultado    | Partidos | Goles |
| ------------------------------ | --------------------- | ------------ | -------- | ----- |
| Copa Mundial de Fútbol de 2002 | Corea del Sur y Japón | Primera fase | 3        | 0     |
| Copa Mundial de Fútbol de 2006 | Alemania              | Primera fase | 3        | 1     |

## Clubes

### Como jugador
| Club             | País       | Año       |
| ---------------- | ---------- | --------- |
| Espérance ST     | Túnez      | 1993-2004 |
| Bolton Wanderers | Inglaterra | 2004-2006 |
| Birmingham City  | Inglaterra | 2006-2009 |
| Southampton FC   | Inglaterra | 2009-2012 |

### Como entrenador
| Club                      | País           | Año       |
| ------------------------- | -------------- | --------- |
| Southampton FC sub-23     | Inglaterra     | 2017-2019 |
| Hartford Athletic         | Estados Unidos | 2019-2020 |
| Cercle Brugge (Asistente) | Bélgica        | 2021      |
| Espérance ST              | Túnez          | 2021-2022 |

## Palmarés

### Campeonatos nacionales
| Título                               | Club           | País       | Año  |
| ------------------------------------ | -------------- | ---------- | ---- |
| Championnat de Ligue Profesionelle 1 | Espérance ST   | Túnez      | 1994 |
| Championnat de Ligue Profesionelle 1 | Espérance ST   | Túnez      | 1998 |
| Championnat de Ligue Profesionelle 1 | Espérance ST   | Túnez      | 1999 |
| Championnat de Ligue Profesionelle 1 | Espérance ST   | Túnez      | 2000 |
| Championnat de Ligue Profesionelle 1 | Espérance ST   | Túnez      | 2001 |
| Championnat de Ligue Profesionelle 1 | Espérance ST   | Túnez      | 2002 |
| Championnat de Ligue Profesionelle 1 | Espérance ST   | Túnez      | 2003 |
| Championnat de Ligue Profesionelle 1 | Espérance ST   | Túnez      | 2004 |
| Football League Trophy               | Southampton FC | Inglaterra | 2010 |

### Copas internacionales
| Título                      | Club         | País  | Año  |
| --------------------------- | ------------ | ----- | ---- |
| Liga de Campeones de la CAF | Espérance ST | Túnez | 1994 |
| Supercopa de la CAF         | Espérance ST | Túnez | 1995 |
| Copa CAF                    | Espérance ST | Túnez | 1996 |
| Recopa Africana             | Espérance ST | Túnez | 1998 |
| Copa Africana de Naciones   | Túnez        | Túnez | 2004 |